# 가평군 (선거구)
가평군은 대한민국의 옛 국회의원 선거구이다. 당시 경기도 가평군 지역을 관할했다.

## 역사
제헌 국회의원 선거를 앞두고 가평군 전 지역을 관할하는 선거구로 신설되었다.
제6대 국회의원 선거를 앞두고 포천군, 연천군 선거구와 통합되어 포천군·가평군·연천군 선거구를 이루게 되면서 폐지되었다.

## 역대 국회의원
| 선거   | 정당 | 정당   | 의원   |
| ------ | ---- | ------ | ------ |
| 1948년 |      | 무소속 | 홍익표 |
| 1950년 |      | 무소속 | 홍익표 |
| 1954년 |      | 자유당 | 오형근 |
| 1958년 |      | 민주당 | 홍익표 |
| 1960년 |      | 민주당 | 홍익표 |

## 역대 선거 결과

### 대한민국 제헌 국회의원 선거
| 대한민국 제헌 국회의원 선거경기도 가평군 |        |        |        |        |      |      |  |
|                                          |        |        |        |        |      |      |  |
| 후보                                     | 후보   | 정당   | 득표   | 득표율 | 당락 | 비고 |  |
|                                          | 홍익표 | 무소속 | 무투표 | 무투표 | 당선 |      |  |
| 합계                                     | 합계   | 합계   | 0표    |        |      |      |  |

### 대한민국 제2대 국회의원 선거
|  | 20.37% |

|  | 17.54% |

|  | 14.54% |

|  | 9.36% |

|  | 8.89% |

|  | 5.45% |

|  | 4.75% |

|  | 4.00% |

|  | 3.82% |

|  | 3.48% |

|  | 3.05% |

|  | 2.19% |

|  | 2.07% |

|  | 0.42% |

|  | 0% |

### 대한민국 제3대 국회의원 선거
|  | 55.43% |

|  | 31.51% |

|  | 13.04% |

### 대한민국 제4대 국회의원 선거
|  | 47.89% |

|  | 30.83% |

|  | 12.93% |

|  | 8.33% |

### 대한민국 제5대 국회의원 선거
|  | 53.61% |

|  | 24.21% |

|  | 22.17% |